# Стара Правда
Стара Правда (пол. Stara Prawda) — село в Польщі, у гміні Сточек-Луковський Луківського повіту Люблінського воєводства.
Населення — 266 осіб (2011).
У 1975—1998 роках село належало до Седлецького воєводства.

## Демографія
Демографічна структура станом на 31 березня 2011 року:
|          | Загалом | Допрацездатний вік | Працездатний вік | Постпрацездатний вік |
| -------- | ------- | ------------------ | ---------------- | -------------------- |
| Чоловіки | 127     | 22                 | 81               | 24                   |
| Жінки    | 139     | 27                 | 68               | 44                   |
| Разом    | 266     | 49                 | 149              | 68                   |